# Irene van Dyk
Irene van Dyk (née Viljoen le 21 juin 1972) est une joueuse de netball néo-zélandaise d'origine sud-africaine.
Attaquante, elle est l'une des netballeuses les plus célèbres et la joueuse internationale la plus capée de tous les temps. Avec un taux de réussite supérieur à 90 % en carrière, elle reconnue comme la plus grande tireuse de l'histoire du sport. Van Dyk a eu un fort impact sur le netball, aussi bien dans la façon de jouer que dans sa popularité.

## Biographie
Elle fait ses débuts en 1994 et représente l'Afrique du Sud 72 fois.
En 2000, elle déménage à Wellington, en Nouvelle-Zélande, où elle est rapidement sélectionnée dans l'équipe nationale, les Silver Ferns. Ce changement de nationalité sportive provoque une controverse car la seule règle du netball à l'époque pour les joueurs passant d'une nation à l'autre était l'interdiction de jouer pour plus d'une nation au cours d'une même année civile,.
Elle devient citoyenne néo-zélandaise en 2005 et représente la Nouvelle-Zélande pendant 14 ans avant de se retirer du netball international en juin 2014.
Pendant la majeure partie de sa carrière nationale en Nouvelle-Zélande, elle joue pour le club Waikato Bay of Plenty Magic (en) (2003-2013).

## Récompenses
Elle est la sportive néo-zélandaise de l'année 2003 et est nommé à nouveau en 2005.
Elle est membre de l'ordre du Mérite de Nouvelle-Zélande pour sa contribution au netball,.